# Hammerfist
Hammerfist est un beat'em up à défilement latéral développé par Vivid Image sorti en 1990 pour Amiga, Atari ST, Commodore 64, Amstrad CPC et ZX Spectrum. Le joueur contrôle deux personnages et peut passer de l'un à l'autre à tout moment afin d'utiliser leurs compétences distinctes. Chaque salle est composée d'une série de défis et d'ennemis. Pratiquement toutes les salles nécessitent l'utilisation des deux personnages pour les terminer.